# ФК «Динамо» Москва в сезоне 1932
Сезон 1932 года — 10-й в истории футбольного клуба «Динамо» Москва.
В нем команда приняла участие в осеннем чемпионате Москвы.

## Общая характеристика выступления команды в сезоне
В этом сезоне, как и в прошлом, весеннее первенство столицы проводилось среди производственных коллективов по территориальному признаку (по районам).
Осенний чемпионат лавров динамовцам не принес: став в очередной раз заложником «клубного зачёта», команда не вышла из группы в финальный раунд, в котором разыгрывались места с 1 по 6 («клуб» занял третье место в группе, а первая команда — второе, уступив будущему победителю — команде «Серп и Молот»). В результате «Динамо», большинство игроков которой входило в различные сборные, отправилось в «утешительную» группу сражаться за 7 место, где также не избежало поражения от «ЗиС» (2:5).

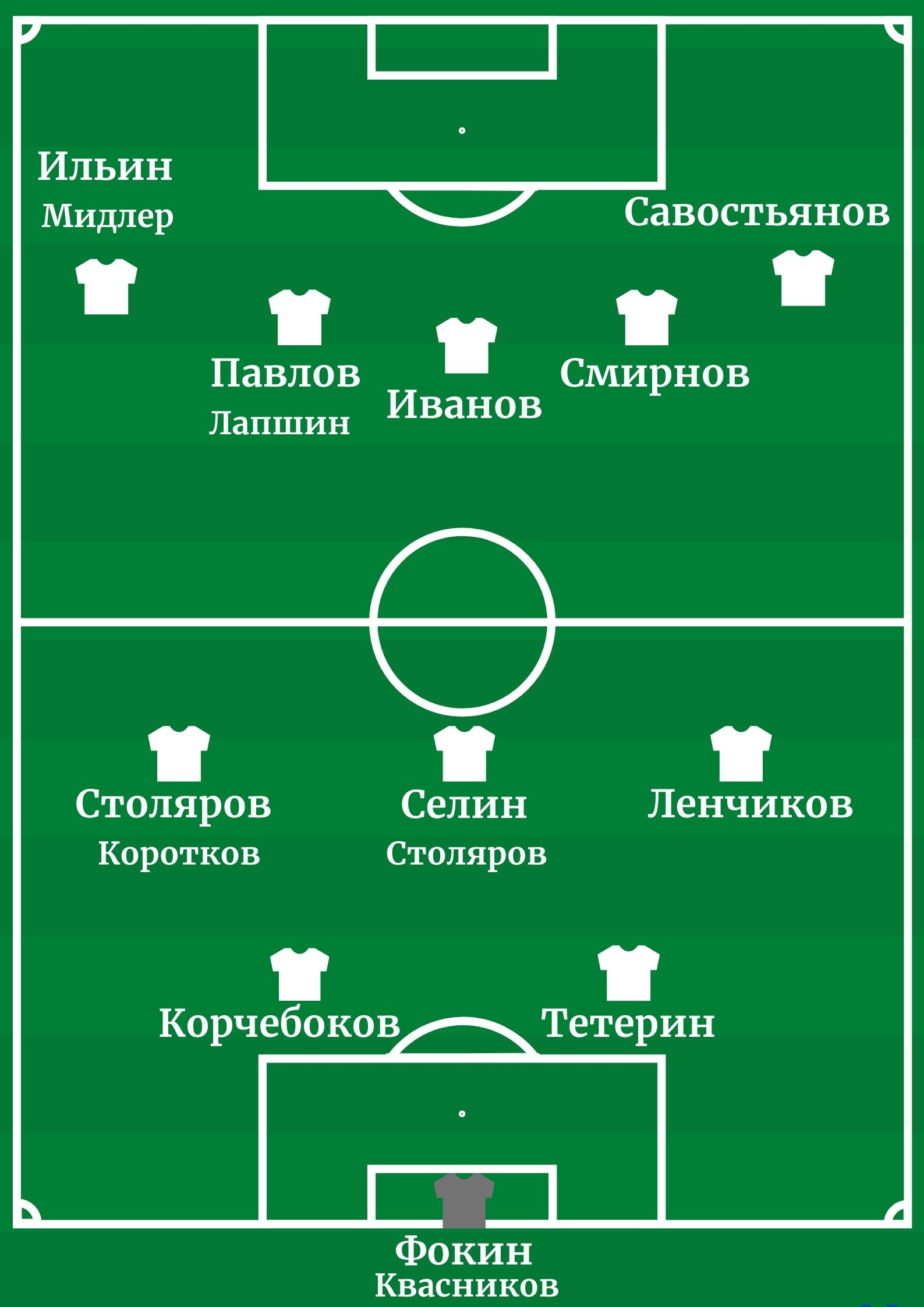

## Команда

### Состав
| Игрок               | Дата рождения    | Сезон в «Динамо» | Бывший клуб            |
| Вратари             | Вратари          | Вратари          | Вратари                |
| ------------------- | ---------------- | ---------------- | ---------------------- |
| Евгений Фокин       | 25 октября 1909  | 3                | КЖД им.Ильича Подольск |
| Александр Квасников | 6 декабря 1912   | 3                | «Динамо» (клубная)     |
| Защитники           |                  |                  |                        |
| Лев Корчебоков      | 11 марта 1907    | 3                | «Динамо» (клубная)     |
| Виктор Тетерин      | 27 января 1906   | 3                | РКимА                  |
| Полузащитники       |                  |                  |                        |
| Иван Ленчиков       | 31 мая 1899      | 10               | КФ «Сокольники»        |
| Фёдор Селин         | 7 марта 1899     | 6                | «Трёхгорка»            |
| Алексей Столяров    | 5 марта 1905     | 5                | «Динамо» Ленинград     |
| Павел Коротков      | 14 июля 1907     | 3                | «Динамо» (клубная)     |
| Александр Рёмин     | 28 сентября 1910 | 1                | «Трёхгорка»            |
| Нападающие          |                  |                  |                        |
| Павел Савостьянов   | 14 июня 1904     | 4                | ЦДКА                   |
| Алексей Лапшин      | 22 февраля 1909  | 2                | РКимА                  |
| Георгий Дёмин       | 2 мая 1912       | 1                | «Динамо» Смоленск      |
| Василий Смирнов     | 18 декабря 1908  | 2                | «Трёхгорка»            |
| Сергей Иванов       | 7 мая 1906       | 8                | «Динамо» (клубная)     |
| Василий Павлов      | 23 января 1907   | 6                | «Динамо» (клубная)     |
| Сергей Ильин        | 2 июля 1906      | 2                | ЦДКА                   |
| Пётр Мидлер         | 9 апреля 1906    | 6                | «Динамо» (клубная)     |

### Изменения в составе
| Поз | Игрок           | Прежний клуб       |
| --- | --------------- | ------------------ |
| П   | Александр Рёмин | «Трёхгорка»        |
| Н   | Георгий Дёмин   | «Динамо» Смоленск  |
| Н   | Пётр Мидлер     | «Динамо» (клубная) |

| Поз | Игрок                  | Новый клуб         |
| --- | ---------------------- | ------------------ |
| З   | Александр Мильеранский | «Динамо» (клубная) |
| Н   | Серафим Кривоносов     | «Дукат»            |
| Н   | Владимир Титов         | «Динамо» (клубная) |

## Официальные матчи

### Чемпионат Москвы 1932 (осень)
Число участников — 12. Чемпион — «Серп и Молот».
Чемпионат разыгрывался в трёх подгруппах по 4 команды. По две сильнейших команды из каждой подгруппы составляли финальную группу, где по «круговой системе» определялся победитель. Остальные команды в аналогичном турнире разыграли места с 7 по 12-е.
Поскольку вновь был применен «клубный зачет» для определения прогресса главной (первой) команды по ходу турнира, то, строго говоря, данная схема не позволяла корректно идентифицировать первенство главных команд. Однако (как и годом ранее) практически все футбольные историки считают расхождения между результатами первых команд и «клубного зачета» в данном случае несущественными и признают чемпионство команды «Серп и Молот» среди первых команд.
Команда «Динамо» заняла (с учётом результатов «клубного зачета») 3-е место в группе «А» и в «утешительном» турнире заняла 7-е место.

#### Первый этап. Группа «А»
| 11 сен ЧМ 1 (85) | «Динамо» Москва                        | 3:1     | «Казанка»    | Москва                                               |
| | - Ильин 18′ - Смирнов 52′ - Павлов 63′ | (отчёт) | - 32′ Бочков | Стадион: «Динамо» Зрителей: 5 000 Судья: А.Мякиньков |
| «Динамо» Москва: Фокин - Корчебоков,Тетерин - Ленчиков, Селин , Столяров - Савостьянов, Смирнов 80', Иванов, Павлов 70', Ильин · Казанка: Москвин - И.Андреев, Саванов - Артёмов, Новиков, Майоров - Ал.Семёнов, Кудрявцев, М.Загрядсков, Чеснов, Бочков - Павлов и Смирнов удалены за нецензурную ругань в адрес партнёров |                                        |         |              |                                                      |

| 14 сен ЧМ 2 (86) | «Динамо» Москва | 1:2     | «Серп и Молот»             | Москва                                  |
| | - Иванов 60′    | (отчёт) | - 28′ Н.Ильин - 73′ Аникин | Стадион: «Серп и Молот» Зрителей: 4 000 |
| «Динамо» Москва: Фокин - Корчебоков,Тетерин - Ленчиков, Столяров , Коротков - Савостьянов, Смирнов, Иванов, Павлов, Ильин Серп и Молот: Назаретов - Б.Аркадьев, Афонин - Максимов, Апухтин , Антонов - Аникин, Н.Ильин, Гусев, Петров, Бубенцов |                 |         |                            |                                         |

| 19 сен ЧМ 3 (87) | «Динамо» Москва                                                                                         | 11:2    | «Ситценабивная фабрика»      | Москва                                         |
| | - Ильин 6′ 28′ - Смирнов 12′ 70′ - Савостьянов 15′ - Столяров 33′ - Иванов 40′ 55′ - Павлов 60′ 68′ 84′ | (отчёт) | - 42′ Щавелёв - 78′ И.Хайдин | Стадион: ситценабивной фабрики Зрителей: 3 000 |
| «Динамо» Москва: Фокин (46' Квасников) - Корчебоков,Тетерин - Ленчиков, Столяров , Коротков - Савостьянов, Смирнов, Иванов, Павлов, Ильин «Ситценабивная фабрика»: Мишин - Фёдоров, Русанов - Петров, И.Хайдин , Герасимов - Авдеев, Никитин, Щавелёв, Стахеев, Попов | |         |                              |                                                |

#### Второй этап
| 30 сен ЧМ 4 (88) | «Динамо» Москва | 1:0     | «Электрозавод» | Москва                            |
| | - Селин 70′     | (отчёт) |                | Стадион: Рабпроса Зрителей: 4 000 |
| «Динамо» Москва: Квасников - Корчебоков, Коротков - Ленчиков, Селин , Столяров - Лапшин, Савостьянов, Смирнов, Павлов, Ильин Электрозавод: Ефимов - Пчеликов , Жаткин - Барляев, Глебов, Спиридонов - Анисимов, Митронов, А.Соколов, Суханов, Николаев |                 |         |                |                                   |

| 6 окт ЧМ 5 (89) | «Динамо» Москва            | 2:5     | «ЗиС»                                                    | Москва                         |
| | - Ильин 28′ - Столяров 35′ | (отчёт) | - 16′ 63′ Щегоцкий - 55′ Емельянов - 67′ 82′ Вик.Семёнов | Стадион: «ЗиС» Зрителей: 5 000 |
| «Динамо» Москва: Фокин - Корчебоков,Тетерин - Ленчиков, Селин , Столяров - Савостьянов, Смирнов, Иванов, Павлов, Ильин ЗиС: Курский - Епишин, Ананьев - Вик.Дубинин, Сигачёв , М.Путистин - Емельянов, Вик.Семёнов, Щегоцкий, Помогаев, Шапошников |                            |         |                                                          |                                |

| 10 окт ЧМ 6 (90) | «Динамо» Москва | 1:1     | «ЗиФ»         | Москва                            |
| | - Павлов 23′    | (отчёт) | - 82′ Чукляев | Стадион: «Динамо» Зрителей: 5 000 |
| «Динамо» Москва: Фокин - Корчебоков,Тетерин - Ленчиков, Селин , Столяров - Савостьянов, Смирнов, Иванов, Павлов, Ильин ЗиФ: Есенин - Горохов, Карелин - Спиридонов, Карасёв , Ан.Ржевцев - Репин, Рязанцев, С.Соколов, Волков, Чукляев |                 |         |               |                                   |

| 12 окт ЧМ 7 (91) | «Динамо» Москва                                        | 6:0     | «Ситценабивная фабрика» | Москва                            |
| | - Иванов 4′ 42′ 58′ - Савостьянов 18′ 29′ - Лапшин 75′ | (отчёт) |                         | Стадион: «Динамо» Зрителей: 3 000 |
| «Динамо» Москва: Квасников - Корчебоков,Тетерин - Ленчиков, Столяров , Коротков - Дёмин, Савостьянов, Иванов, Лапшин, Мидлер «Ситценабивная фабрика»: Мишин - Фёдоров, Русанов - Петров, И.Хайдин , Герасимов - Авдеев, Никитин, Щавелёв, Жигалин, Суханов |                                                        |         |                         |                                   |

| 18 окт ЧМ 8 (92) | «Динамо» Москва                            | 3:1     | ЦДКА          | Москва                            |
| | - Лапшин 8′ - Иванов 60′ - Савостьянов 73′ | (отчёт) | - 27′ Комаров | Стадион: «Динамо» Зрителей: 5 000 |
| «Динамо» Москва: Фокин - Корчебоков,Тетерин - Ленчиков, Столяров , Рёмин - Лапшин, Савостьянов, Иванов, Дёмин, Мидлер ЦДКА: Рыжов - Лясковский, Саванов - Зенкин, Самороднов, Халкиопов - Семичастный, Е.Стрепихеев, Вл.Степанов, Комаров, Теренков |                                            |         |               |                                   |

#### Итоговая таблица[6]
| М  | Клуб                    | И | В | Н | П | М      | О  |
| -- | ----------------------- | - | - | - | - | ------ | -- |
| 7  | «Динамо» Москва         | 5 | 3 | 1 | 1 | 13 — 7 | 12 |
| 8  | «ЗиФ»                   |   |   |   |   |        |    |
| 9  | «ЗиС»                   |   |   |   |   |        |    |
| 10 | ЦДКА                    |   |   |   |   |        |    |
| 11 | «Ситценабивная фабрика» |   |   |   |   |        |    |
| 12 | «Электрозавод»          |   |   |   |   |        |    |

## Товарищеские матчи

#### Товарищеские игры
| 30 апр ТМ 1 | «Динамо» Москва | 1:3     | «ЗиФ» | Москва |
|             |                 | (отчёт) |       |        |

| ~ 8 мая ТМ 2 | «Динамо» Москва                   | 3:2     | «ЗиС»                           | Москва         |
| | - Савостьянов 25′ 69′ - Селин 58′ | (отчёт) | - 55′ Емельянов? - 90′ Щегоцкий | Стадион: «ЗиС» |
| «Динамо» Москва: ... Селин , ... - Савостьянов ... ЗиС: ... - Вик.Дубинин, Сигачёв, М.Путистин - ..., Щегоцкий, ... |                                   |         |                                 |                |

| 26 мая ТМ 3 | «Динамо» Москва | 1:3     | «Красный пролетарий» | Москва |
|             |                 | (отчёт) |                      |        |

#### «Динамо» в весеннем первенстве районов
| 14 июля ТМ 4 | «Динамо» Москва | 9:1     | «Курская железная дорога» | Москва |
|              |                 | (отчёт) |                           |        |

| ? ТМ 5 | «Динамо» Москва | 12:4    | «Искра» | Москва |
|        |                 | (отчёт) |         |        |

#### Финал Краснопресненского района (?)
| 24 авг ТМ 6 | «Динамо» Москва                  | 3:2     | «Дукат» | Москва                                                   |
|             | - Смирнов - Иванов - Павлов ~85′ | (отчёт) |         | Стадион: им.Томского Зрителей: ~10 000 Судья: А.Богданов |

#### Турнир динамовских команд, посвящённый открытию стадиона в Воронеже
| 18 сен ТМ 7 | «Динамо» Москва | 7:1     | «Динамо» Воронеж | Воронеж           |
| | - Павлов        | (отчёт) | - Костин         | Стадион: «Динамо» |
| «Динамо» Москва: Чулков - Лапшин, Корчебоков - Рёмин, Коротков, Столяров - Савостьянов, Смирнов, Иванов, Павлов, Ильин |                 |         |                  |                   |

| 20 сен ТМ 7 | «Динамо» Москва | 4:1     | «Динамо» Ростов | Воронеж           |
|             |                 | (отчёт) |                 | Стадион: «Динамо» |

## Статистика сезона

### Игроки и матчи

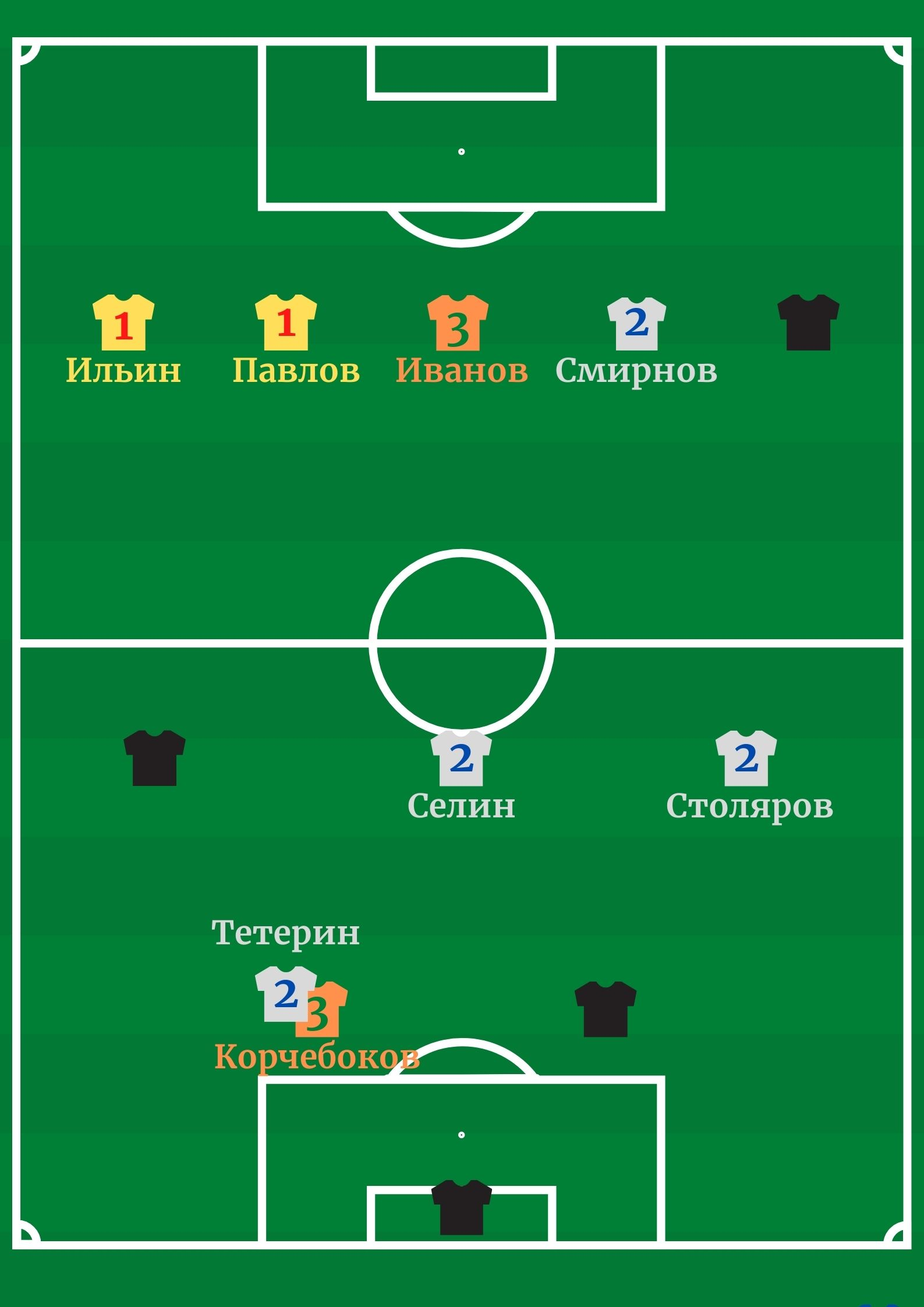
Динамовцы в списке 33 лучших футболистов

| Игрок                | Чемпионат Москвы | Чемпионат Москвы | Товарищеские матчи | Товарищеские матчи | Всего официальные матчи | Всего официальные матчи |
| Игрок                | Вышел на замену  | Гол              | Вышел на замену    | Гол                | Вышел на замену         | Гол                     |
| Вратари              | Вратари          | Вратари          | Вратари            | Вратари            | Вратари                 | Вратари                 |
| -------------------- | ---------------- | ---------------- | ------------------ | ------------------ | ----------------------- | ----------------------- |
| Евгений Фокин        | 6                | (-11)            |                    |                    | 17                      | (-29)                   |
| Александр Квасников  | 3                | (-1)             |                    |                    | 10                      | (-13)                   |
| Защитники            |                  |                  |                    |                    |                         |                         |
| Лев Корчебоков       | 8                |                  | 1                  |                    | 29                      |                         |
| Виктор Тетерин       | 7                |                  |                    |                    | 26                      |                         |
| Полузащитники        |                  |                  |                    |                    |                         |                         |
| Иван Ленчиков        | 8                |                  |                    |                    | 99                      |                         |
| Фёдор Селин (4)      | 4                | 1                | 1                  | 1                  | 39                      | 10                      |
| Алексей Столяров (4) | 8                | 2                | 1                  |                    | 47                      | 2                       |
| Павел Коротков       | 4                |                  | 1                  |                    | 13                      | 1                       |
| Александр Рёмин      | 1                |                  | 1                  |                    | 1                       |                         |
| Нападающие           |                  |                  |                    |                    |                         |                         |
| Павел Савостьянов    | 8                | 4                | 2                  | 2                  | 42                      | 15                      |
| Алексей Лапшин       | 3                | 2                | 1                  |                    | 8                       | 2                       |
| Георгий Дёмин        | 2                |                  |                    |                    | 2                       |                         |
| Василий Смирнов      | 6                | 3                | 2                  | 1                  | 12                      | 7                       |
| Сергей Иванов        | 7                | 7                | 2                  | 1                  | 80                      | 85                      |
| Василий Павлов       | 6                | 5                | 2                  | 2                  | 41                      | 54                      |
| Сергей Ильин         | 6                | 4                | 1                  |                    | 11                      | 8                       |
| Пётр Мидлер          | 2                |                  |                    |                    | 27                      | 3                       |

| Турнир            | Игрок         | Вышел на замену | Игрок         | Гол |
| ----------------- | ------------- | --------------- | ------------- | --- |
| Официальные матчи | Иван Ленчиков | 99              | Сергей Иванов | 85  |
| Чемпионат Москвы  | Иван Ленчиков | 88              | Сергей Иванов | 73  |

Достижения в сезоне
- Иван Ленчиков выступал во всех 10 сезонах «Динамо»